# Puszczańska Droga
Droga Puszczańska – droga w południowo-zachodniej Polsce, w woj. dolnośląskim, powiat kłodzki. Jest to wąska jednokierunkowa asfaltowa droga lokalna o ruchu wahadłowym w Górach Stołowych, o długości około 1,3 km przy różnicy wzniesien około 120 m, prowadząca z Rozdroża pod Lelkową do parkingu przy Błędnych Skałach.

## Przebieg drogi
Droga zaczyna się na wysokości 720 m n.p.m. w obniżeniu Rozdroża pod Lelkową, gdzie odchodzi w kierunku północno-wschodnim od "Drogi Aleksandra". W odcinku początkowym droga dość ostro pokonuje południowe zbocze stoliwa Skalniak. Następnie po około 0,35 km skręca pod kątem prostym w kierunku północno-zachodnim i trawersując południowo-zachodnie zbocze Skalniaka pnie się w górę. Ostatni 0,6 km odcinek drogi łagodnie prowadzi do parkingu położonego przy Błędnych Skałach, gdzie droga ma swój koniec. Droga na całym odcinku prowadzi lasem regla dolnego wśród kamiennych głazów. Droga na długości około 1,3 km pokonuje różnicę wzniesień 120 m.
Droga stanowi jedną z najbardziej ruchliwych i popularnych tras turystycznych w Górach Stołowych. Korzystają z niej głównie turyści odwiedzający Błędne Skały.

## Turystyka
Wzdłuż drogi prowadzi  szlak turystyczny z Kudowy-Zdroju przez Błędne Skały, Szczeliniec, Karłów do Wambierzyc.